# آبرسان

ساختمان بانک سپه در چهارراه آبرسان

آبرسان یکی از مناطق محوری شهر تبریز است. چهارراه آزادی (آبرسان) که در تقاطع بزرگراه آزادی (از سمت جنوب)، بلوار هفت تیر (از سمت شمال) و خیابان امام خمینی (از سمت شرق و غرب) قرار دارد، به عنوان مرکز منطقه آبرسان شناخته می‌شود.

## وجه تسمیه
در زمان‌های قبل به این دلیل که امتداد این خیابان به ربع رشیدی منتهی می‌شد، این چهارراه را به خواجه رشید فضل‌الله همدانی نامیدند ولی بعدها این نام منسوخ شد و تا به امروز نام آبرسان معروف است.
چهارراه امروزی آبرسان تقریباً انتهای محله خیابان است که در غرب آن کوی کلانتر کوچه قرار داشت و در جنوب آن کارخانه بزرگ یوسف آقا قزوینی و کارخانه بافندگی ظفر بود که درختان کهنسال این کارخانه در حال حاضر نیز در نزدیکی چهارراه آبرسان وجود دارند.
درسالهای ۱۳۲۸ و ۱۳۲۹ که در تبریز برای اولین بار لوله‌کشی آب انجام شد، آب اصلی شهر توسط یک لوله بزرگ از روستای فتح‌آباد به شهر جریان یافت و به‌طور مستقیم از خیابان امام خمینی تا قونقاباشی و راه‌آهن ادامه داشت. خط فرعی لوله‌کشی از خیابان خاقانی به طرف دامنه عون بن علی می‌رفت که در آن مکان منبع آبی ساخته بودند که امروزه هم به نام «منبع اوستی» مشهور است. چون به علت ازدیاد جمعیت ساکن حاشیه شهر آب این لوله کفایت نمی‌کرد، تصمیم گرفتند از همین چهارراه امروزی آبرسان به شمال شهر لوله‌کشی و آب خط لوله آب واقع در خیابان خاقانی را تقویت کنند. از همان زمان نام این چهارراه و خیابان در میان مردم به آبرسان مشهور شد.

## موقعیت
چهارراه آبرسان یکی از مراکز اصلی و مرکزی شهر تبریز می‌باشد. از مهم‌ترین مراکز چهارراه آبرسان می‌توان به:
- مراکز خرید برج بلور، اسکان، اسکان ۲، برج سفید، اس ام پی، گلدیس، مرجان، صدف، ونک، نگین، مسعود
- کلینیک هلال احمر
- ساختمان مرکزی بانک سپه
- ساختمان اداری بانک صادرات ایران
- هتل بین‌المللی تبریز
- هتل گسترش تبریز
- سازمان نوسازی مدارس استان آذربایجان شرقی
- سازمان حفاظت محیط زیست استان آذربایجان شرقی
- سازمان اوقاف و امور خیریه استان آذربایجان شرقی